# Harzburger Gabbro
Der Harzburger Gabbro ist eine Intrusion mafischer und ultramafischer, plutonischer Gesteine am Harz-Nordwestrand. Ihre Platznahme erfolgte gegen Ende der Variszischen Orogenese an der Wende ausgehendes Oberkarbon / Unterperm.

## Etymologie und Erstkartierung
Der Harzburger Gabbro, auch Harzburger Gabbromassiv oder Harzburger Basit-Ultrabasit-Komplex, wurde nach dem an seinem Nordrand liegenden Bad Harzburg benannt. Er wurde 1888 von Karl August Lossen zum ersten Mal geologisch kartiert. Lossen wurde 1896 bei Wernigerode vom Naturwissenschaftlichen Verein des Harzes ein Denkmal aus klassischen Harzgesteinen gewidmet, auf dessen Ostseite auch ein Harzburger Gabbro aus dem Radautal (Stein Nr. 22) zu finden ist.

## Typlokalität und Aufschlüsse
Im Radautal inmitten der Intrusion liegt die Typlokalität für das Peridotitgestein Harzburgit, welches 1887 von Karl Heinrich Rosenbusch erstmals petrographisch beschrieben wurde. Die besten Aufschlüsse im Harzburger Gabbro sind heute im Radautal, in dem noch in Abbau befindlichen Steinbruch am Bärenstein zu finden.

## Geographie

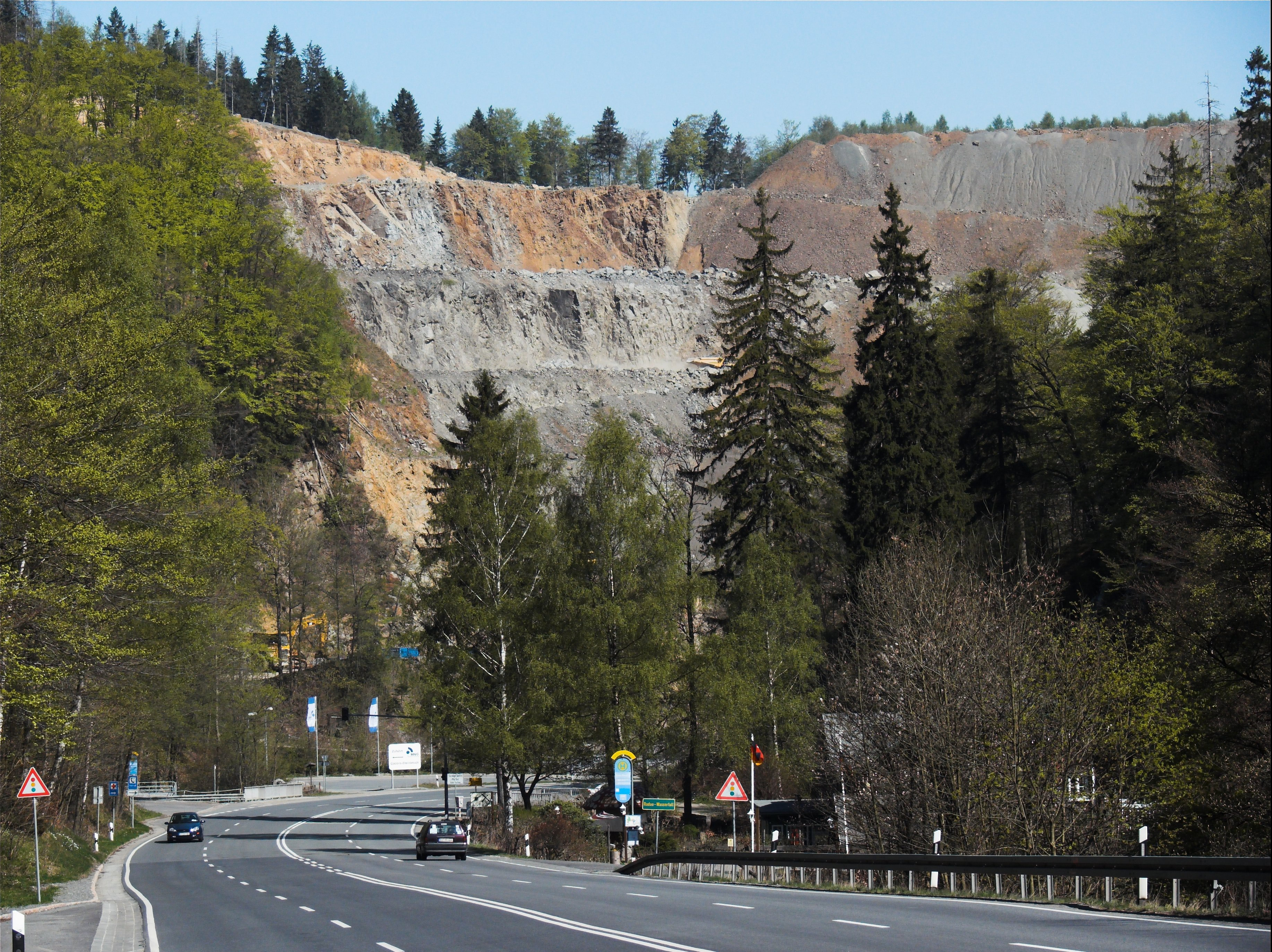
Gabbro-Steinbruch bei Bad Harzburg

Die Intrusion besteht aus zwei ovalen Teilmassiven, die durch eine abgesunkene Bruchzone voneinander abgetrennt werden. Ihre maximale Längsausdehnung in Nordnordost-Südsüdwest-Richtung beträgt 6 Kilometer, an ihrer breitesten Stelle im nördlichen Teilmassiv werden knapp 4 Kilometer erreicht. Die Radau durchfließt beide Teilmassive, ihr Nebenfluss die Baste nur den Südteil. Die Ecker durchzieht den Ostabschnitt im Norden, der Riefenbach den äußersten Nordwestrand.

## Geologie

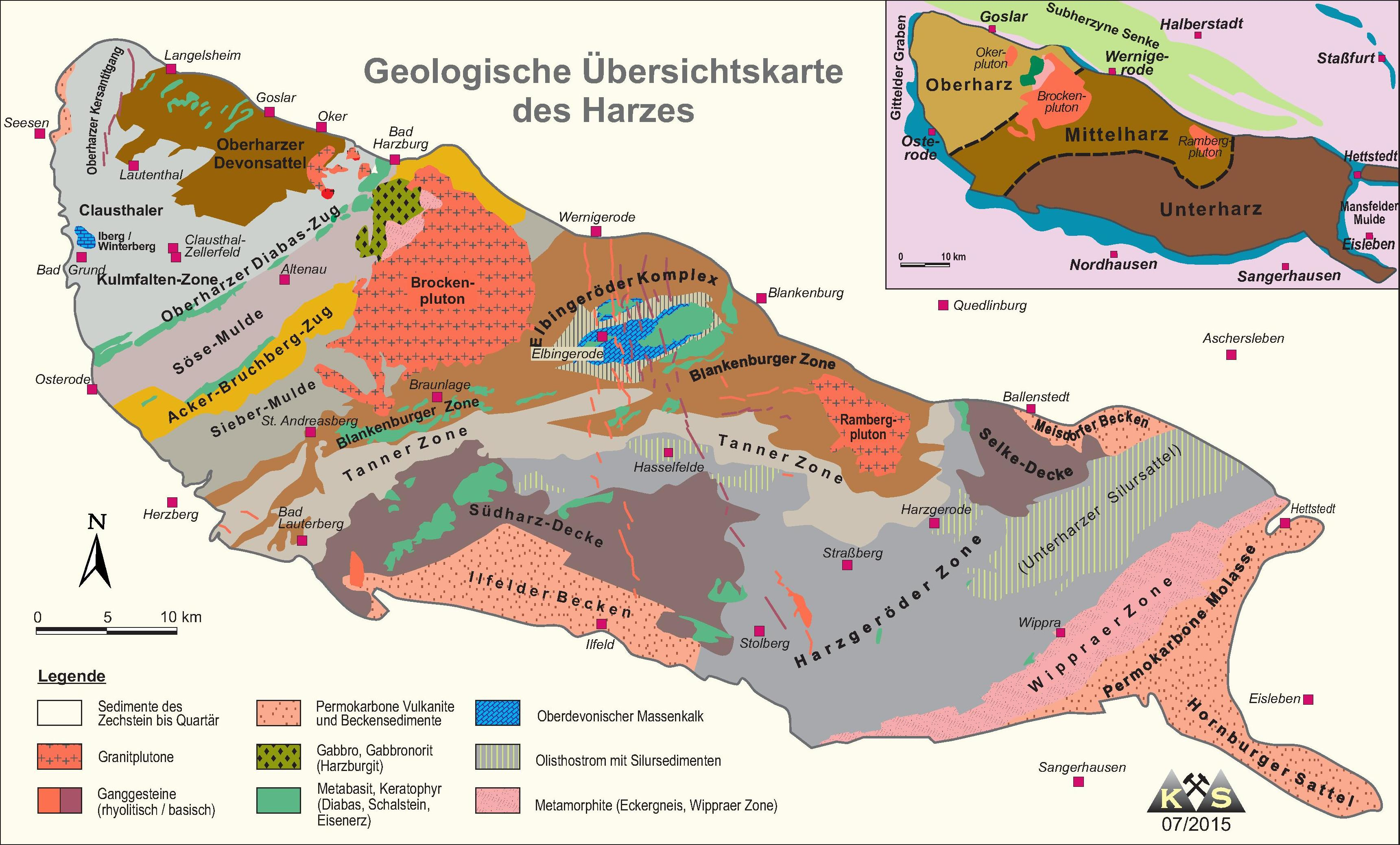
Geologische Karte des Harzes mit dem Harzburger Gabbro (grün/schwarz gepunktet)

Die Bezeichnung Gabbro ist etwas irreführend, da die Hauptmasse der Intrusion aus einem Gabbronorit bzw. Noritgabbro besteht. Örtlich begrenzt treten auch Norit (Glimmerhaltig), Olivinnorit, Gabbrodiorit, Diorit und Quarzdiorit auf, seltener auch Troktolith, Bronzitit (Orthopyroxenit), Ferrogabbro, Ferroolivingabbro und Ferrodiorit. Die Harzburgite bilden innerhalb der Gabbronorite kleine, inselartige Vorkommen, die in die Nordnordost- bis Nordostrichtung ausgelängt sind. Ihr Vorkommen ist auf den Süden des Nordmassivs und auf das Südmassiv beschränkt. Dunite wurden bisher nur in Bohrungen ab zirka 350 Meter Tiefe angetroffen. Die vorherrschenden Gabbronorite lassen sich in eine Augit- und in eine Olivinfazies unterteilen.
Die Intrusion erfolgte im Westabschnitt in gefaltete, schwach bis mittelmetamorphe Sedimentgesteine des älteren Paläozoikums (Pelite und kieselige Tonschiefer des Oberdevons und Unterkarbons – Nordnordöstliche Fortsetzung der Sösemulde). Die Sedimente wurden hierbei kontaktmetamorph verändert und liegen jetzt als Hornfelse vor. Im Ostabschnitt wurden der Eckergneis und der Brockengranit berührt.
Gemäß Roland Vinx (1982) weist der Harzburger Gabbro eine schichtige Anordnung auf und bildet somit eine Geschichtete Intrusion (englisch layered intrusion).
Durch die tektonische Überprägung des Massivs wird die Schichtung aber nur selten in Kumulatlagen im Zentimeter- und Dezimeterbereich sichtbar. Überdies wird es durch generell Südost-Nordwest verlaufende Verwerfungen stark gestört.

## Intrusionsalter
A. Baumann u. a. (1991) datierten das Intrusionsalter des Harzburger Gabbros mit 297 bis 293 Millionen Jahren BP. Dies entspricht dem ausgehenden Oberkarbon, bzw. genauer dem Kasimovium bis Gzhelium; laut Felix Gradstein u. a. (2004) gehört dieser Zeitabschnitt jedoch bereits zum untersten Perm (Cisuralium – Asselium bis Sakmarium). In etwa zeitgleich drangen auch der Brocken- und der Okergranit auf.

## Interner Aufbau
Das Harzburger Gabbromassiv besitzt eine große Bandbreite unterschiedlicher Gesteinstypen, die von Ultramafiten über Mafite bis hin zu Gesteinen intermediärer Zusammensetzung reicht. Die am stärksten differenzierten Gesteine Diorit und Quarzdiorit treten am Nordwestrand des Massivs auf und zeigen Spuren von Kontamination mit den Wirtssedimenten. Sie enthalten beispielsweise assimilierte Fremdgesteine (Sedimentxenolithen wie beispielsweise Kalksilikatmarmore und Kalksilikathornfelse). Aber selbst die Gabbronorite sind kontaminiert, erkennbar an blauem Korund in Sedimentxenolithen sowie an feinkörnigen Metasedimentinschlüssen bestehend aus einer felsischen Bitotit-Quarz-Plagioklas-Mineralogie.
Intern lässt sich in der Vertikalen eine deutliche Abfolge erkennen, die im Liegenden des Massivs mit den Ultramafititen Dunit und Harzburgit und mafitreichen Gabbros beginnt (Liegendserie mit auffälliger, rhythmischer Schichtung) und über die Gabbronorite schließlich zu Ferrogabbros und Ferro-Olivingabbros im Hangenden führt (mit eintöniger, kryptischer Schichtung). Gleichzeitig nimmt die Eisenzahl von unten (Fe# = 0,2) nach oben stetig zu (Fe# = 0,95) und dementsprechend die Magnesiumzahl Mg# stetig ab.
Das Nordmassiv zeigt in etwa einen fraktionierten, konzentrischen Aufbau mit zentralem Norit umgeben von Gabbronoriten. An seinem Südrand finden sich in Form von Olivingabbros primitivere Kumulatsgesteine.

## Mineralogie
Die Gabbronorite als häufigster Gesteinstyp zeigen ein holokristallines Gefüge und setzen sich aus den folgenden Mineralen zusammen, wobei Klino- und Orthopyroxen in etwa gleiche Mengenanteile aufweisen:
- Plagioklas – hypidiomorp bis idiomorph, An70 bis An50, 70 Volumenprozent
- Klinopyroxen – Diopsid, 15 Volumenprozent
- Orthopyroxen – Bronzit bis Hypersthen, 13 Volumenprozent
- Olivin – sehr gering
- Biotit – in unregelmäßiger Ausbildung, 1 Volumenprozent
- Hornblende – primär oder auch sekundär, 1 Volumenprozent
- Spinell – sehr gering
- Quarz – minimal, als Zwickelfüllung
- Apatit – akzessorisch
- Zirkon – akzessorisch
- Erzminerale (z. B. Ilmenit) – relativ selten

Die mehr oder weniger stark serpentinisierten Dunite besitzen jedoch ein Kumulatgefüge (Adkumulus-Typ) mit über 90 Volumenprozent Olivin. Als Interkumulusphasen treten Pargasit (Hornblende), Phlogopit sowie Plagioklas oder Klinopyroxen auf. Chromspinelle sind als idiomorphe Kristalle in diesen Interkumulusmineralen eingeschlossen, jedoch nie in Olivin.
Die Harzburgite sind ebenfalls serpentinitisiert. Ihr Gefüge ist vom Orthokumulus-Typ mit Olivin als Kumulusphase sowie Klinopyroxen, Hornblende, Phlogopit, Plagioklas und Orthopyroxen als Interkumuluskristallisate.
Auch die Norite legen ein Kumulatgefüge an den Tag. Kumulusphasen sind in diesem Fall Orthopyroxen und Plagioklas.
Die Diorite und Quarzdiorite weisen eine heterogene, hypidiomorphe Granulartextur auf. Sie bestehen aus großen Plagioklas- und Orthopyroxenkörnern mit kleineren, interstitiellen Hornblende-, Biotit- und Quarzkörnern.

### Kristallisationsabfolge
Anhand der mikroskopischen Befunde lässt sich für die Intrusion folgende Kristallisationsabfolge ermitteln:
- Olivin → Pargasit, Phlogopit, Spinell → Orthopyroxen, Plagioklas → Klinopyroxen, Plagioklas

oder vereinfacht:
- Olivin → Spinell → Plagioklas und Orthopyroxen → Klinopyroxen

## Chemische Zusammensetzung
Aufgrund der Fraktionierungs- und Assimilationsprozesse variiert die chemische Zusammensetzung der Harzburger Intrusion sehr stark. Es lassen sich aber im Wesentlichen zwei Magmentrends erkennen:
- die Kumulatreihe Dunit-Harzburgit-Norit-Olivingabbro
- die Nichtkumulatreihe Gabbronorit-(Fayalit-führender) Ferrogabbro-Ferrodiorit

Die Zusammensetzungen beider Reihen (aber insbesondere die Nichtkumulatreihe) werden von Hybridgesteinen (Metasedimente, Quarz-Feldspatgesteine sowie Diorit und Quarzdiorit) zusätzlich überlagert, was eine bedeutende Streuung nach sich zieht.

### Kumulatreihe
Die Magnesiumzahlen der Kumulatreihe bewegen sich zwischen 0,76 und 0,89. Der SiO2-Gehalt schwankt zwischen rund 35 und 55 Gewichtsprozent und ist negativ mit den Magnesiumzahlen korreliert. Auch Al2O3 (20 bis 2 Gewichtsprozent), CaO (15 bis 0 Gewichtsprozent) und Na20 (1,2 bis 0 Gewichtsprozent) sind eindeutig negativ korreliert. Nur MgO (10 bis 37 Gewichtsprozent) zeigt wie zu erwarten eine deutliche positive Korrelation.

### Nichtkumulatreihe
Die Magnesiumzahlen der Nichtkumulate liegen alle unterhalb von 0,76. Ihr SiO2-Gehalt bewegt sich vorwiegend zwischen 45 und 55 Gewichtsprozent und zeigt eine nur relativ schwache, positive Korrelation mit den Magnesiumzahlen.
Die Diorite und Quarzdiorite liegen abseits dieses Trends bei 60 Gewichtsprozent, die Metasediment- und Quarz-Feldspat-Hybride können sogar bis zu 75 Gewichtsprozent SiO2 erreichen. Die Magnesiumzahlen der assimilierten Gesteine liegen alle unterhalb 0,50.
Schwach positive Korrelationen besitzen auch Al2O3 (13 bis 17 Gewichtsprozent) und CaO (5 bis 10 Gewichtsprozent). MgO ist deutlich positiv korreliert (0 bis 10 Gewichtsprozent). Negative Korrelationen sind bei TiO2 (2,5 bis 0,5 Gewichtsprozent), MnO (0,4 bis 0,15 Gewichtsprozent), FeO (Gesamteisen – 20 bis 7 Gewichtsprozent) und Na2O (3 bis 1 Gewichtsprozent) zu erkennen.

## Analysen
Zur Veranschaulichung der chemischen Zusammensetzungen folgende, aus Bohrungen stammende Gesteinsanalysen sowie die errechnete Zusammensetzung des Ausgangsmagmas:
| Oxid  | Dunit (7 Proben) | Harzburgit | Gabbronorit | Primitives Tholeiitmagma |
| ----- | ---------------- | ---------- | ----------- | ------------------------ |
| SiO2  | 36,74            | 38,45      | 39,05       | 51,50                    |
| Ti02  | 0,06             | 0,22       | 0,11        | 0,45                     |
| Al2O3 | 2,20             | 3,14       | 10,28       | 16,02                    |
| Fe2O3 | 4,57             | 4,82       | 4,93        |                          |
| FeO   | 5,00             | 6,08       | 3,62        | 7,09                     |
| MnO   | 0,15             | 0,18       | 0,12        | 0,15                     |
| MgO   | 40,67            | 35,61      | 25,89       | 10,15                    |
| CaO   | 1,08             | 2,21       | 5,87        | 10,16                    |
| Na2O  | <0,10            | 0,13       | 0,44        | 1,25                     |
| K2O   | 0,04             | 0,12       | 0,07        | 0,80                     |
| P2O5  | 0,02             | 0,04       | 0,01        | 0,07                     |
| H2O   | 7,66             | 7,53       | 8,47        | 2,1                      |
| Mg#   | 0,88             | 0,86       | 0,85        | 0,71                     |

## Tholeiitisches Ausgangsmagma
Die chemischen Zusammensetzungen der Nichtkumulate definieren, insbesondere außerhalb des Kontaminationsbereichs, d. h. oberhalb von Mg# = 0,50, einen deutlichen Trend, der zur Annahme eines fraktionierten Ausgangsmagmas berechtigt. Da die abgesaigerten Kumulusminerale in chemischem Gleichgewicht mit einer primitiven Ausgangsschmelze stehen, konnten Sano u. a. (2002) ihre Magnesiumzahl als 0,71 berechnen, wobei sie von den Magnesium-reichsten Olivinkumulaten mit Fo89,5 ausgingen und einen Partizipationskoeffizienten zwischen Olivinkristallen und Schmelze von KD = 0,3 hinzuzogen. Die entsprechende chemische Zusammensetzung mit 51,5 Gewichtsprozent SiO2 ist subalkalischer, basaltischer Natur und entspricht, insbesondere aufgrund der niedrigen TiO2- und der erhöhten MgO-Werte, einem Inselbogen-Tholeiit (und nicht, wie eigentlich zu erwarten, einem kontinentalen Flutbasalt).

## Wirtschaftliche Verwendung
Der vorwiegend mittelkörnige Harzburger Gabbro wird wegen seiner guten physikalischen Eigenschaften (Frostbeständigkeit, herausragende Druckfestigkeit, hohe Abriebfestigkeit) vorwiegend im Straßenbau als Splitt und Schotter verwendet.